# .az
.az — национальный домен верхнего уровня для Азербайджана. Домен введён 23 августа 1993 года, а официально начал функционировать 25 августа. Администрируется компанией «IntraNS». Используется для объектов, расположенных в Азербайджане или связанных с ним. Возможна регистрация домена 2-го уровня или 3-го уровня под рядом доменов второго уровня. Основные домены третьего уровня: com.az, net.az, int.az, gov.az, org.az, .edu.az, .info.az, .pp.az, .mil.az, .name.az, .pro.az и biz.az.
Азербайджан является второй страной после Украины среди стран СНГ, получившей свой домен.
Стоимость регистрации домена .az равна 20 манатам. Ежегодная стоимость технической поддержки также стоит 20 манат.
В Азербайджане на текущий момент существует несколько регистраторов аккредитованных в зоне .az. Онлайн портал (Online.az) посредством которого работает несколько регистраторов, а также Smarthost.az. Оба сайта предлагают регистрацию в зоне .az только резидентам страны. Реестром зоны .az является компания IntraNS
По данным ресурса WHOIS, в национальной доменной зоне .az на 14.10.2021 г. зарегистрирован  37 967 сайт, из которых 35 510 - домены второго уровня.

## История
.gov.az была делегирована к Special State Protection Service в 2005 году